# Fighter (Band)
Fighter war eine US-amerikanische AOR-Band.

## Stil
Die Band schlägt sich selbst dem Genre „Christian Rock“ zu. Dies findet man auch auf einschlägigen AOR-Seiten im Internet. Passend sind auch die Genres Pop-Rock, Classic Rock und Melodic Rock.
Der Bibelwissenschaftler und Neutestamentler Mark Allan Powell verglich die Band bzw. deren Musik in seinem Werk Encyclopedia of Contemporary Christian Music (Hendrickson, 2000) mit der von Dann Huffs Formation White Heart und Petra, räumt aber ein, dass sie nicht so erfolgreich wurde, wie die genannten beiden.
Das Debütalbum The Waiting ist ein überdurchschnittlich starkes AOR-Album, in der Stilrichtung REO Speedwagon und Toto. Pop-orientierte, eingängige, harmonisch-melodische Stücke mit dem gewissen „Rockpower“ werden abwechselnd, sowie auch als im Duett, von Amy Wolter und Sean Murphy gesungen.

## Besonderheiten
Die CD The Waiting wechselt bei Amazon zu Preisen über 70 Euro ihre Besitzer; neue CDs erzielen Preise über 100 Euro. Das Gleiche gilt auch für die zweite CD Bang the Drum. Die CDs sind meist nur aus den Vereinigten Staaten oder in Großbritannien zu beziehen. (Stand: Mai 2016)

## Diskografie

### Alben
- 1991: The Waiting (Wonderland Records)
- 1992: Bang the Drum (Word Records)

### Singles
- 1989: Fighter (Demo-Maxisingle)
- Common Cents
- Southerly Willingly Loverly
- The Dirty Below

### Kompilationsbeiträge
- 1993: Time Out auf Pie in the Sky – Rock (Word Records; Epic Records)